# Nik Bärtsch
Nik Bärtsch (* 3. August 1971 in Zürich) ist ein Schweizer Pianist, Komponist, Musikproduzent, Bandleader und Autor aus Zürich, der mit seiner minimalistischen und zugleich groovigen Musik eine Sonderstellung im Grenzbereich Jazz und Neuer Musik einnimmt.

## Leben
Bärtsch erhielt ab dem achten Lebensjahr Unterricht in Jazzpiano und Schlagzeug.
Er war schon früh Comicfan und -sammler. Vor allem der klassische Stil des belgischen Tim und Struppi-Zeichners Hergé, die Ligne Claire, hat ihn stark beeinflusst. Dieser Stil, ein Motiv mit wenigen Strichen und einem gewissen Schwung zu zeichnen, habe ihm mehr geholfen als das Studium der großen musikalischen Vorbilder.
Seine Affinität zu rhythmischer Musik lässt sich bis in seine Kindheit zurückverfolgen. So hat er zuerst Schlagzeug und dann Klavier gelernt. Bereits in jungen Jahren lernte er Kaspar Rast kennen, mit dem er bis heute musiziert. Bereits im Alter von 14 Jahren war er fasziniert von der Energie und Musik des Films Ran des legendären japanischen Regisseurs Akira Kurosawa. Seitdem beschäftigt er sich intensiv mit der Kultur Japans.
Mit 18 Jahren hat seine Mutter ihn in die Zen-Meditation eingeführt und ihm das Buch Zen-Geist – Anfänger-Geist vom Zen-Meister Shunryu Suzuki geschenkt. Das Buch war für ihn eine wichtige Inspiration. Die Idee eines offenen, neugierigen und bescheidenen „Anfänger-Geist“ hat sein Leben geprägt.
Vor seinem Studium an der Musikhochschule hat er fünf Jahre lang (1986–1991) bei Boris Mersson, dem Schweizer Komponisten und Pianisten, Unterricht genommen. Er studierte zunächst Musik an der Musikhochschule Zürich (heute Zürcher Hochschule der Künste) und schloss 1997 mit dem klassischen Klavierdiplom ab.
Ab 1993 arbeitete er mit den Schweitzer Musikern und Komponisten Daniel Mouthon und Philipp Schaufelberger zusammen, ab 1996 spielte er in dem von Schweizer Pianisten André Desponds (* 1958) gegründeten Gershwin Piano Quartet. 1997 ging er mit Harald Haerter auf Tournee. Im selben Jahr gründete er das Ensemble Mobile mit Mats Eser (seit 2013 Nicolas Stocker), Kaspar Rast und Sha. Von 1998 bis 2001 studierte er Philosophie, Linguistik und Musikwissenschaft an der Universität Zürich.
2001 ging Bärtsch mit einem Soloprojekt auf Tournee; seit dem gleichen Jahr spielt er in seinem «Zenfunk-Quartett» Ronin (mit Sha, Kaspar Rast, Björn Meyer, 2011–2020 Thomy Jordi, seit 2020 Jeremias Keller), das zeitweise mit Andi Pupato (2002–2012) zum Quintett erweitert wurde und mit dem er auf zahlreichen internationalen Festivals wie dem North Sea Jazz Festival, Portland Jazzfestival, dem London Jazz Festival und dem Jazzfest Berlin auftrat. Der Name der Band bezieht sich auf die Bezeichnung für herrenlose Samurai, Rōnin.
Seit 2005 ist er bei dem Label ECM Records unter Vertrag, wo 2006 mit Stoa ein erstes Album erschien. 2006 erfolgte die Gründung des eigenen Labels Ronin Rhythm Records.
Bärtsch ist Gründungsmitglied und Miteigentümer des Club Exil in Zürich (seit 2009). Zusammen mit Judd Greenstein und Etienne Abelin ist er künstlerischer Leiter des genreübergreifenden Festivals Apples & Olives in Zürich (seit 2014).
Bärtsch ist/war Gastdozent u a. an der Musikhochschule Winterthur, der Zürcher Hochschule der Künste, der Jazzschule Luzern, der Hochschule Stuttgart und am Trinity Laban in London.
Bärtsch lebt mit seiner Frau, einer promovierten Biologin, Shiatsu-Therapeutin und Aikido-Lehrerin und seinen drei Töchtern in Zürich, wo er jeden Montag im Exil spielt.

## Musik und Projekte

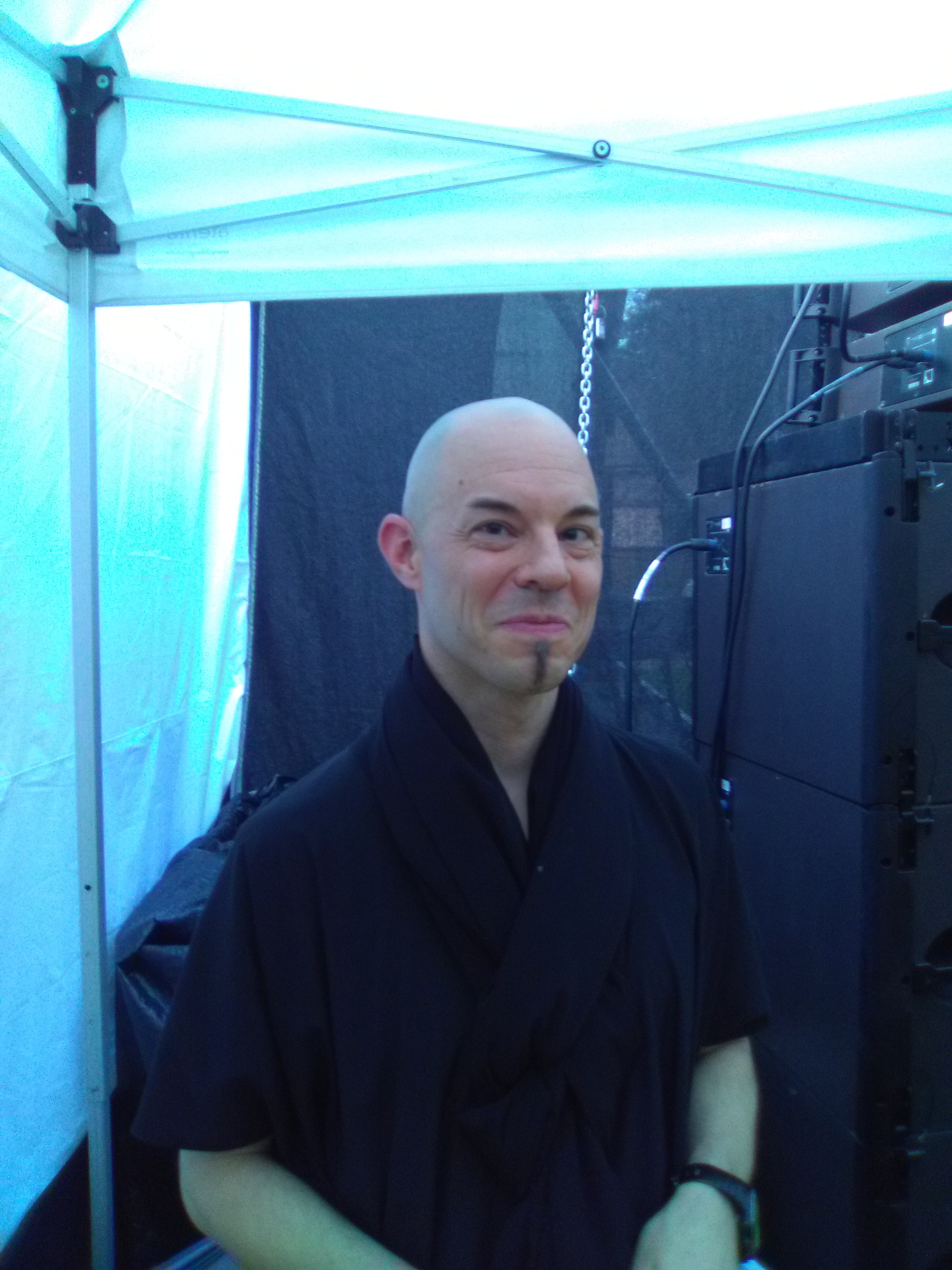
Nik Bärtsch bei einem Konzert in Wuppertal 2016

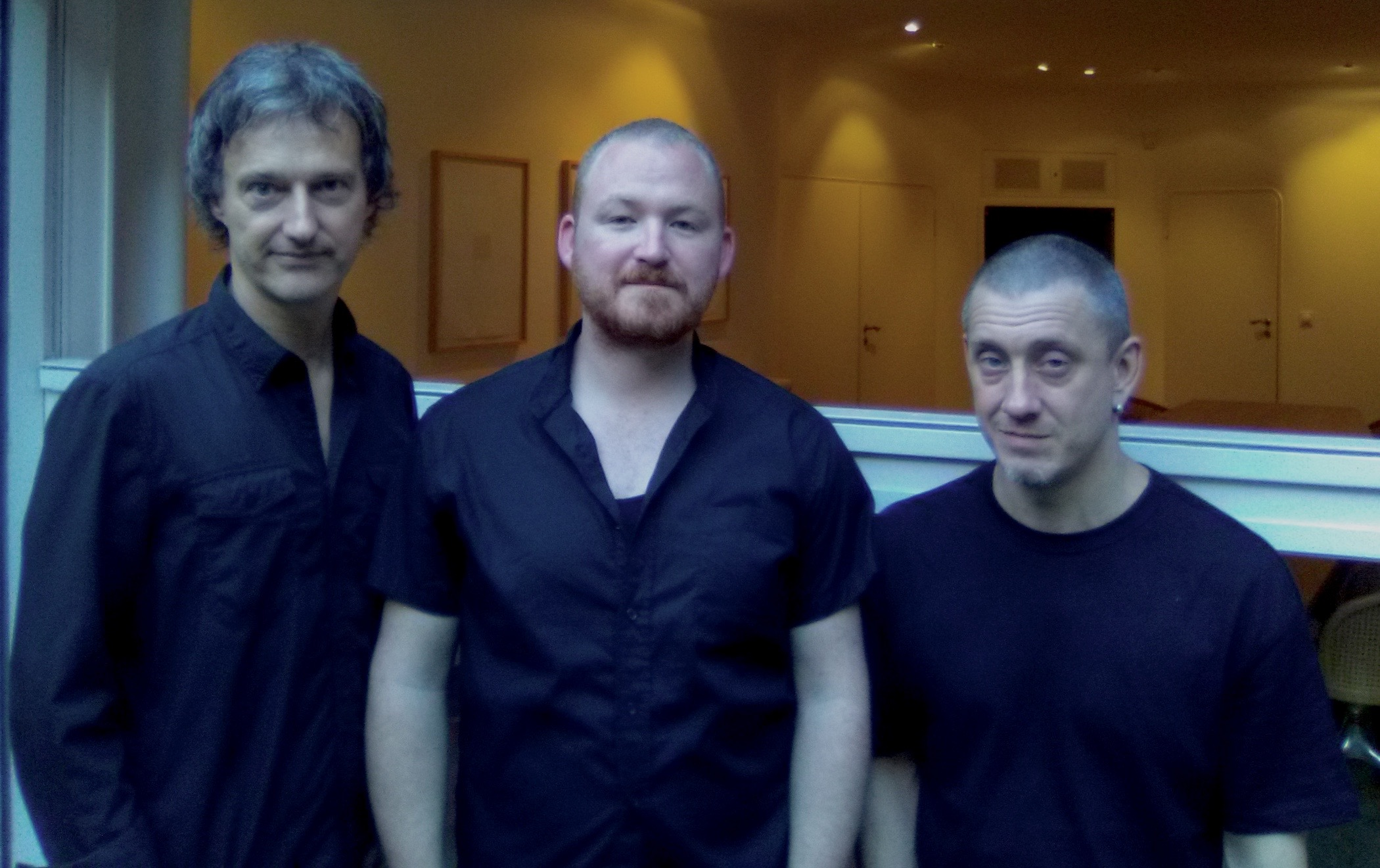
Die Band Ronin (Thomy Jordi, Sha, Kaspar Rast) bei einem Konzert in Wuppertal 2016

Die Band Nik Bärtsch’s Ronin ist sein Kernprojekt. Nebst den wöchentlichen Auftritten im Rahmen seiner Konzertreihe Montags im Zürcher Club Exil hatte Nik Bärtsch Auftritte in über 50 Ländern in Clubs, Institutionen und Festivals wie dem Lincoln Center New York, der Elbphilharmonie Hamburg, dem Barbican Centre London, der Wigmore Hall London, Jazz Festival San Francisco, Jazzfest Berlin, dem Arts Center of the New York University, Abu Dhabi oder Cape Town International Jazz Festival (Kapstadt). Mit Ronin hat er bereits acht Tonträger eingespielt, deren letzte fünf beim Label ECM Records erschienen sind (Stand: 31. Dezember 2021).
Nik Bärtsch bezeichnet die Musik von Ronin als «Ritual Groove Music». Die zentrale Idee dieses Stils ist es, mit minimalen Mitteln eine maximale Wirkung zu erzielen. Die Mitglieder der Gruppe verstehen sich als «freie Krieger, die sich in den Dienst einer gemeinsamen Sache stellen».
Nik Bärtsch erläutert den Gruppenspirit wie folgt:

„Man kenne das ja aus Japan, dass der Gruppenspirit wichtiger sein kann als der Einzelne, und ich versuche nun in der Schweiz eine musikalische Gruppenidentität zu erschaffen, die, ganz pragmatisch eben, auch den Zusammenhang im Alltag betont, also das Leben mit unseren Familien, unseren Kindern und so.“

Bärtschs akustische Formation Mobile trat zunächst vor allem im Zusammenhang mit Installationen auf. So entstand beispielsweise die Trilogie BLUE mit jeweils 36-stündigen Live-Konzerten oder SEE, eine vierstündige Live-Performance in Zusammenarbeit mit dem Zürcher Architekturbüro oos. Im Jahr 2024 führte Mobile zusammen mit der Basel Sinfonietta sein Werk «Aphantasia» auf.
Auftragskompositionen sind u. a. seitens Mannheimer Schlagwerk (2021), The Third Coast Percussion Quartet, Chicago (2020), Les Percussions de Strasbourg (2020), Gershwin Piano Quartet (2020), Zürcher Kammerorchester, Bang on a Can und des Brooklyn Rider String Quartet bekannt. Des Weiteren war Bärtsch in Kollaborationen u. a. mit der Schweizer Modedesignerin Christa de Carouge, dem Butoh-Tänzer Imre Thormann und dem Tänzer Hideto Heshiki zu sehen. Zudem schuf er die Musikunterlegung der Schweizer Fernsehsendung Swissview und für den Film Between Calculus and Random von Jürg Egli; auch im Film Sounds and Silence ist seine Musik zu hören.
Nik Bärtsch merkt zu seiner Musik an, dass er versucht «loszulassen, einen Flow im Stück zu finden; den Drang, die Musik zu forcieren, zu überwinden und so eine höhere Ebene der Freiheit in Übereinstimmung mit der Form des Werkes zu finden».

## Einflüsse und Stil
Obgleich die Musik von Bärtsch von einer Vielzahl musikalischer Einflüsse, Philosophie, Zen und Aikido geprägt ist, lässt sich in seinen Kompositionen stets eine eigenständige Handschrift erkennen, die sich von den genannten Einflüssen löst und zu einer neuen, originären Form findet. Seine Musik nimmt sich Zeit, um sich aufzubauen. Rhythmische Muster und Module, Melodien und Riffs laufen in einer stoischen Art und Weise in Kreisen, wobei sie mit der Präzision eines Schweizer Uhrwerks ineinander greifen.
Wiederholung und Veränderung sind zentrale Motive in der Musik und in der Aufführungspraxis von Nik Bärtsch.

### Musik
Nik Bärtschs Musik ist stark von Minimalmusik beeinflusst. Er findet deren formales und orchestrales Denken hilfreich und verwendet deshalb Wiederholungen und verschachtelte Strukturen. Seine Arbeit bewegt sich zwischen zeitgenössischer Musik, Jazz und Funk. Diese verschiedenen Stile verbindet er zu einem neuen, groovigen Sound. Er verbindet auf einzigartige Weise Elemente aus unterschiedlichen musikalischen Welten und erschafft so einen eigenen, klanglich und rhythmisch differenzierten Stil.
Nik Bärtschs Musik ist stark von der US-amerikanischen Minimalmusik, insbesondere von Steve Reich, beeinflusst, deren formales und orchestrales Denken er schätzt. Insbesondere beruht die Verwendung von Wiederholungen und Strukturen, die auf der Verschachtelung von Elementen beruhen, auf den Einfluss der Minimalmusik. Bärtsch ist auch stark von Igor Strawinski beeinflusst, vor allem was Rhythmus und Struktur angeht. Er sagte: „Wenn man sich selbst Grenzen setzt, hat man auch mehr Freiheit.“ Das spiegelt sich auch in seiner Musik wider, die sehr diszipliniert ist. Er ist besonders von Igor Strawinskys Werk „Le Sacre du Printemps“ beeinflusst.
Seine Arbeit bewegt sich an der Schnittstelle von zeitgenössischer Musik, Jazz und Funkeinflüssen. Bärtsch ist auch vom Ostinato von James Brown beeinflusst. Er findet, dass der Ostinato eine starke, pulsierende Grundlage schafft, auf der seine komplexen musikalischen Strukturen aufbauen können. Zudem hat er sich intensiv mit dem Werk der US-amerikanischen Komponisten John Cage und Morton Feldman auseinandergesetzt. Er verwendet Morton Feldmans Kompositionstechniken, indem er modulare Strukturen einsetzt, die sich langsam entwickeln und Spannung aufbauen.
Bei aller Vielfältigkeit ihrer Einflüsse lässt Bärtsch’ Musik stets eine eigene Handschrift erkennen. Zwar haben Elemente aus unterschiedlichsten musikalischen Welten in sie Eingang gefunden – von Funk und Jazz über neue Klassik bis hin zu Klängen der japanischen Ritualmusik –, doch diese Formen werden nicht nebeneinander gestellt oder zitiert, sondern verschmelzen zu einem neuen Stil. Das Ergebnis ist eine groovende, klanglich und rhythmisch hochdifferenzierte Musik, zusammengesetzt aus wenigen Phrasen und Motiven, die immer wieder neu und abwechslungsreich kombiniert und überlagert werden.

### Spiritualität

#### Aikido
Bärtsch meint, dass es bei Aikido und Musik um ähnliche Dinge geht, nämlich um "Präzision, Präsenz und gemeinsamen Energiefluss". Er betont, dass man beim Musizieren ähnlich wie beim Aikido mit dem Körper denken und die Energie und Präsenz auf den Moment fokussieren muss. So kann er im Ensemble präzise Klänge erzeugen und eine, dynamische Spannung in der Musik schaffen. Beim Aikido-Training geht's darum, sich ganz auf die geschmeidige Bewegung und Partnerschaft zu konzentrieren. Das im Aikido praktizierte konzentrierte "Horchen" geht über das bloße Hören hinaus und neben dem eigenen Körper und dem Opponenten nimmt mann auch die Umgebung mit allen Sinnen als Ganzes wahr. Auch die Atemkontrolle hilft dabei, die körperliche Bewegung besser zu spüren. So kann man musikalische Motive besser kreative aus dem Moment heraus entwickeln und mit den anderen Bandmitgliedern besser als Organismus zusammenarbeiten und zusammenkommen, wodurch wiederum die Musik resonanter und dynamischer wird. Er kombiniert auch Aikido mit Elementen der Bewegungslehre Feldenkrais, um Körperbewusstsein und geistige Präsenz zu stärken. Diese Ansätze und Zen-Meditation helfen ihm dabei, während der Performance voll im Hier und Jetzt zu sein und tiefer in die Musik und die Gesamtdramaturgie einzutauchen.

#### Zen
Der Zen-Buddhismus beeinflusst Nik Bärtschs Kompositionen durch die Betonung von Ritualen, Reduktion, Wiederholung und Achtsamkeit.

Bärtsch ist fasziniert von der japanischen Zen-Kultur. Sein Interesse an der japanischen Kampfkunst (Aikido) und am Zen, insbesondere die Zen-Praxis der Achtsamkeit, die sich nicht im Vielen verliert, sondern das Viele so weit wie möglich auf das Wesentliche reduziert, prägen seine musikalische Haltung.
Seine Musik schafft eine rituelle Form, in der Phrasen und Motive sich wiederholen und pulsierend ineinander übergehen. Diese Struktur ermöglicht eine meditative Präsenz im Moment und fördert die Achtsamkeit, indem sie auf das Wesentliche reduziert und die kreative Freiheit innerhalb eines festen Rahmens erlaubt. Nik Bärtsch verbindet Zen und Flow in seiner Musik durch die Integration von Zen-Prinzipien wie Reduktion, Wiederholung und Achtsamkeit. Seine „Ritual Groove Music“ nutzt repetitive Strukturen, die meditative Zustände fördern und damit einen kontinuierlichen Fluss und fokussierte Energie erzeugen. Diese Herangehensweise ermöglicht es den Musikern, wie in der Zen–Meditation (Zazen, Kinhin und Samu) im Moment präsent zu sein und einen tiefen Groove zu entwickeln, der sowohl dynamisch als auch ruhig ist, ähnlich dem „Auge im Hurrikan“. Die Verbindung von Zen mit musikalischem Flow schafft eine einzigartige Klangwelt, die sowohl strukturiert als auch improvisatorisch ist. Die Reduktion spielt eine zentrale Rolle in Bärtschs Kompositionen, indem sie den Fokus auf das Wesentliche lenkt und kreative Freiheit innerhalb eines strukturierten Rahmens ermöglicht. Durch die Anwendung reduktiver Prinzipien schafft Bärtsch eine Musik und Dramaturgie, die durch Wiederholung und minimale Variationen geprägt ist. Diese Herangehensweise erlaubt es, die Aufmerksamkeit auf subtile Veränderungen und Phrasierungen zu richten, was zu einer meditativen und intensiven Hörerfahrung führt. Die Reduktion unterstützt auch das Gleichgewicht zwischen Komposition und Improvisation, indem sie Raum für spontane musikalische Entwicklungen bietet.

### Philosophie

#### Sprachlichphilosophie
Die philosophische Auseinandersetzung mit Wörtern, Sätzen und Phrasen und deren Bedeutung für Sprache und Musik faszinierte Bärtsch. Diese Beschäftigung mit Sprache und Kommunikation ließ ihn Parallelen zwischen Musik und Sprache erkennen.
Er ließ sich von der Sprachphilosophie, insbesondere von dem österreichischen Philosophen Ludwig Wittgenstein, inspirieren um seine Ideen in musikalische Noten und Formen zu übersetzen. Er verwendet auch den Begriff "Holon" von Arthur Koestler, um seine modularen Kompositionen zu beschreiben, die als unabhängige, autonome Einheiten Teil eines größeren Ganzen sind. Sprachtheoretische Analysen halfen ihm, seine ästhetischen Ideen in Musik umzusetzen und seine musikalischen Vorstellungen klarer zu formulieren.

#### Modul
Ein wichtiges Kompositionsprinzip von Nik Bärtsch ist das Modul. Für Nik Bärtsch ist ein "Modul" eine spezifische Kompositionsform, die er nummeriert und als musikalischen Rahmen verwendet. Diese Module sind kleine Themen oder rhythmische Strukturen, die flexibel an die instrumentale Umgebung angepasst werden können. Sie sind charakteristisch für seine Arbeit sowohl als Solist als auch in Ensembles wie Ronin und Mobile. In seinen Kompositionen verbinden sich Elemente aus Jazz, Funk, Minimalismus und Ritualmusik zu einer einzigartigen Klangwelt. Ein Modul ist eine zusammengesetzte und kombinierbare Einheit. Bärtsch nennt fast alle seine Stücke «Module» und nummeriert sie in der Reihenfolge ihrer Entstehung. Bärtsch vergleicht seine Module auch mit «einem Grundtraining im Kampfsport, das auf alle möglichen Situationen angepasst werden kann». Diese Module können variiert oder durch Improvisationen ergänzt werden. Module sind unabhängige Einheiten, die gleichzeitig Teil eines grösseren Ganzen sind (Holon) und oft variabel in Besetzung und Form sind. Der Begriff Holon wurde von Arthur Koestler geprägt und bedeutet ein Ganzes, das Teil eines anderen Ganzen ist.

## Preise und Auszeichnungen
Bärtsch hat mit Menico Ferraris Band Groove Cooperative am europäischen Jazzwettbewerb der Leverkusener Jazztage 1995 teilgenommen und es ins Finale geschafft. 1999 und 2002 hat er den Förderpreis der UBS-Kulturstiftung bekommen. 2002 hat er dann das Stipendium des Werkjahres der Stadt Zürich erhalten. 2004 hat er den Kulturpreis der Gemeinde Zollikon  (Anerkennungspreis) gewonnen. 2007 hat er einen Kompositionsauftrag von Pro Helvetia  für ein Musik- und Tanzprogramm mit Hideto Heshiki bekommen. Gleichzeitig wurde er im Rahmen der prioritären Jazzförderung 2007–2009 von Pro Helvetia unterstützt. 2015 wurde er vom Bundesamtes für Kultur für den Schweizer Musikpreis nominiert. 2016 gewann er die Kategorie «Rising Stars Keyboards» des DownBeat-Magazins. 2018 wurde der Film Between Calculus and Random des Filmemachers Jürg Egli, für den Bärtsch die Musik komponierte, mit dem «Award for Best Essay» der FIFA ausgezeichnet. 2019 erhielt er den Kunstpreis der Stadt Zürich. 2021 gewann er zum zweiten Mal eine Auszeichnung des DownBeat-Magazins, diesmal im Rahmen des «Critics Poll» in der Kategorie «Rising star piano».

## Rezensionen
„Seit vielen Jahren betreibt der asketisch wirkendende Nik Bärtsch die alte japanische Kampfkunst Aikido. Wenn er die komplexen Motive seiner Stücke regelrecht trainiert, so folgt er damit dem Aikido-Lehrsatz ‚Man soll mit dem Körper denken‘. Augenzwinkernd beschreibt er die Musiker seiner Ensembles als ‚Verbindung aus Spitzensportler, Schachspieler und Schamane‘. Sie alle haben aufs Konsequenteste das alte Jazz-Diktum einer Music for Body and Soul verinnerlicht und setzen es sehr überzeugend in die musikalische Tat um.
Dass Nik Bärtschs Ideen inzwischen viele Nachahmer gefunden haben ist eine schöne Bestätigung für seinen innovativen Geist, wobei sich auch erwiesen hat, dass das Original den Kopien noch immer weit überlegen ist.“

„Die Musik von Nik Bärtsch ist immer gleichzeitig meditativ und tänzerisch, Zen-Funk oder Zen-Jazz haben Kritiker sie genannt. Auch wenn der Pianist sie solo interpretiert, hat sie etwas tranceartig Repetitives und Monotones, ist aber gleichzeitig immer im Fluss und wird nie langweilig.“

„Wie man als Pianist Spannung erzeugt und die Hörer fesselt, weiß Nik Bärtsch zur allzu genau. Ob solo, mit dem Ensembles Ronin oder mit Mobile: Der Schweizer langweilt nie und geht seit jeher seinen eigenen Weg.“

„Das Wirkungsfeld von Nik Bärtsch ist also kein streng eingehegtes musikalisches Gärtchen. Die Ritual Groove Music ist vielmehr vernetzt in einem künstlerisch-intellektuellen Zusammenhang, zu dem insbesondere auch fernöstliche Philosophie, Ästhetik und Kampfkunst gehören.“

„Nik Bärtsch ist ein Komponist, der sich über Grenzen und Kanons hinwegsetzt. Auf der Suche nach rhythmischen Zusammenhängen und deren Kombination mit passenden Klängen führt er uns immer wieder in eine neue musikalische Welt, die uns mit ihren Ideen und der Konsequenz, mit der sie umgesetzt werden, fasziniert und überrascht. Es ist eine Musik, die zugleich forschend ist, die uns aber auch bewusst macht, dass das Bekannte auch ganz anders verwendet werden kann, man muss nur der Phantasie von Künstlern wie ihm vertrauen und sich von ihr leiten lassen.“

## Diskografie
| Aufnahmejahr | Titel                    | Label                | Gruppe | Musiker |
| ------------ | ------------------------ | -------------------- | ------ | --- |
| 2001         | Ritual Groove Music      | Ronin Rhythm Records | Mobile | Nik Bärtsch, Don Li, Mats Eser, Kaspar Rast |
| 2002         | Randori                  | Ronin Rhythm Records | Ronin  | Nik Bärtsch, Björn Meyer, Kaspar Rast, Andy Pupato |
| 2002         | Hishiryo                 | Ronin Rhythm Records | Solo   | Nik Bärtsch |
| 2003         | Live                     | Ronin Rhythm Records | Ronin  | Nik Bärtsch, Björn Meyer, Kaspar Rast, Andy Pupato |
| 2004         | Rea                      | Ronin Rhythm Records | Ronin  | Nik Bärtsch, Björn Meyer, Kaspar Rast, Andy, Pupato und Gäste Sha, Thomy Geiger, Michael Gassmann                                                              |
| 2004         | Aer                      | Ronin Rhythm Records | Mobile | Nik Bärtsch, Sha, Kaspar Rast, Mats Eser |
| 2006         | Stoa                     | ECM                  | Ronin  | Nik Bärtsch, Sha, Björn Meyer, Kaspar Rast, Andy Pupato |
| 2008         | Holon                    | ECM                  | Ronin  | Nik Bärtsch, Sha, Björn Meyer, Kaspar Rast, Andy Pupato |
| 2010         | Llyria                   | ECM                  | Ronin  | Nik Bärtsch, Sha, Björn Meyer, Kaspar Rast, Andy Pupato |
| 2012         | Nik Bärtsch’s Ronin Live | ECM                  | Ronin  | Nik Bärtsch, Sha, Björn Meyer, Kaspar Rast, Andy Pupato, Thomy Jordi                                                                                           |
| 2016         | Continuum                | ECM                  | Mobile | Nik Bärtsch, Sha, Kaspar Rast, Nicolas Stocker, sowie drei Titel mit Streichquintett (Etienne Abelin, Ola Sendecka, David Schnee, Ambrosius Huber, Solme Hong) |
| 2018         | Awase                    | ECM                  | Ronin  | Nik Bärtsch, Sha, Thomy Jordi, Kaspar Rast |
| 2021         | Entendre                 | ECM                  | Solo   | Nik Bärtsch |
| 2024         | Spin                     | Ronin Rhythm Records | Ronin  | Nik Bärtsch’s Ronin mit Sha, Jeremias Keller und Kaspar Rast                                                                                                   |

## Werke
- Nik Bärtsch: Listening – Music, Movement, Mind. Lars Müller Publishers, Zürich 2021, ISBN 978-3-03778-670-3.
- The Module: About my Musical Conception (Module – zu meiner musikalischen Konzeption), PDF